# سمك مقلي

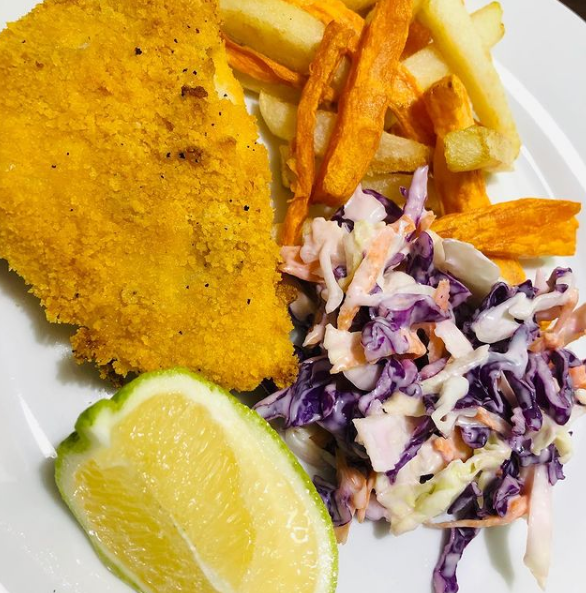
سمك مقلي مع بطاطا وسلطة

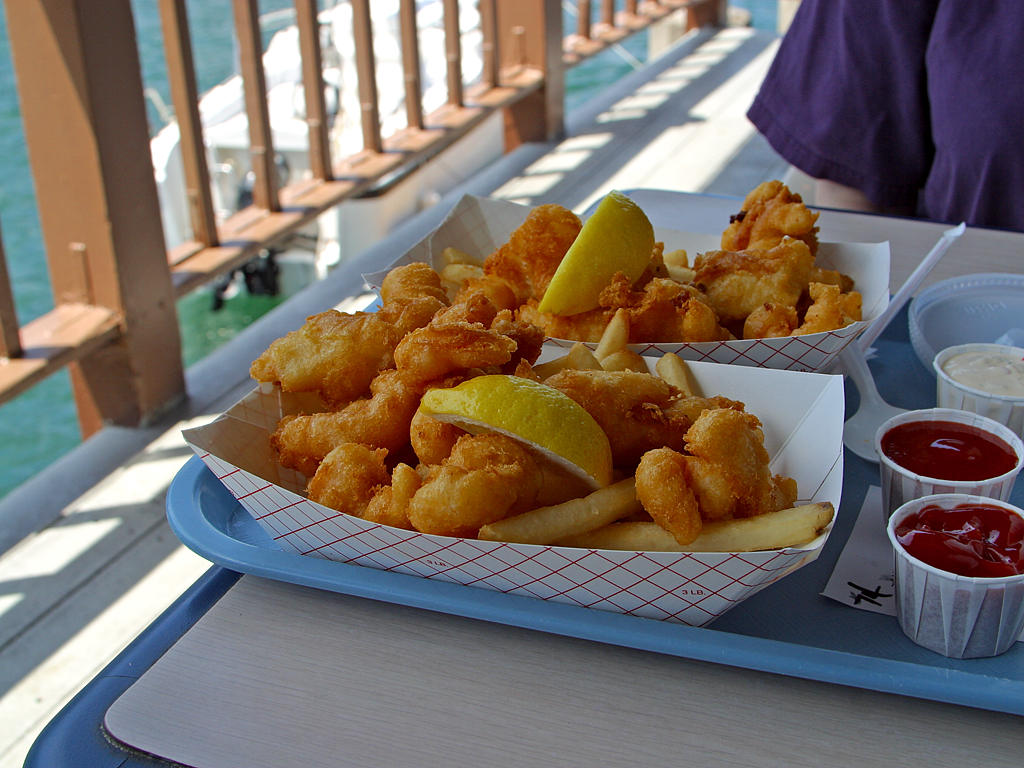
سمك وبطاطا مع الليمون في أحد مطاعم مدينة سان دييغو

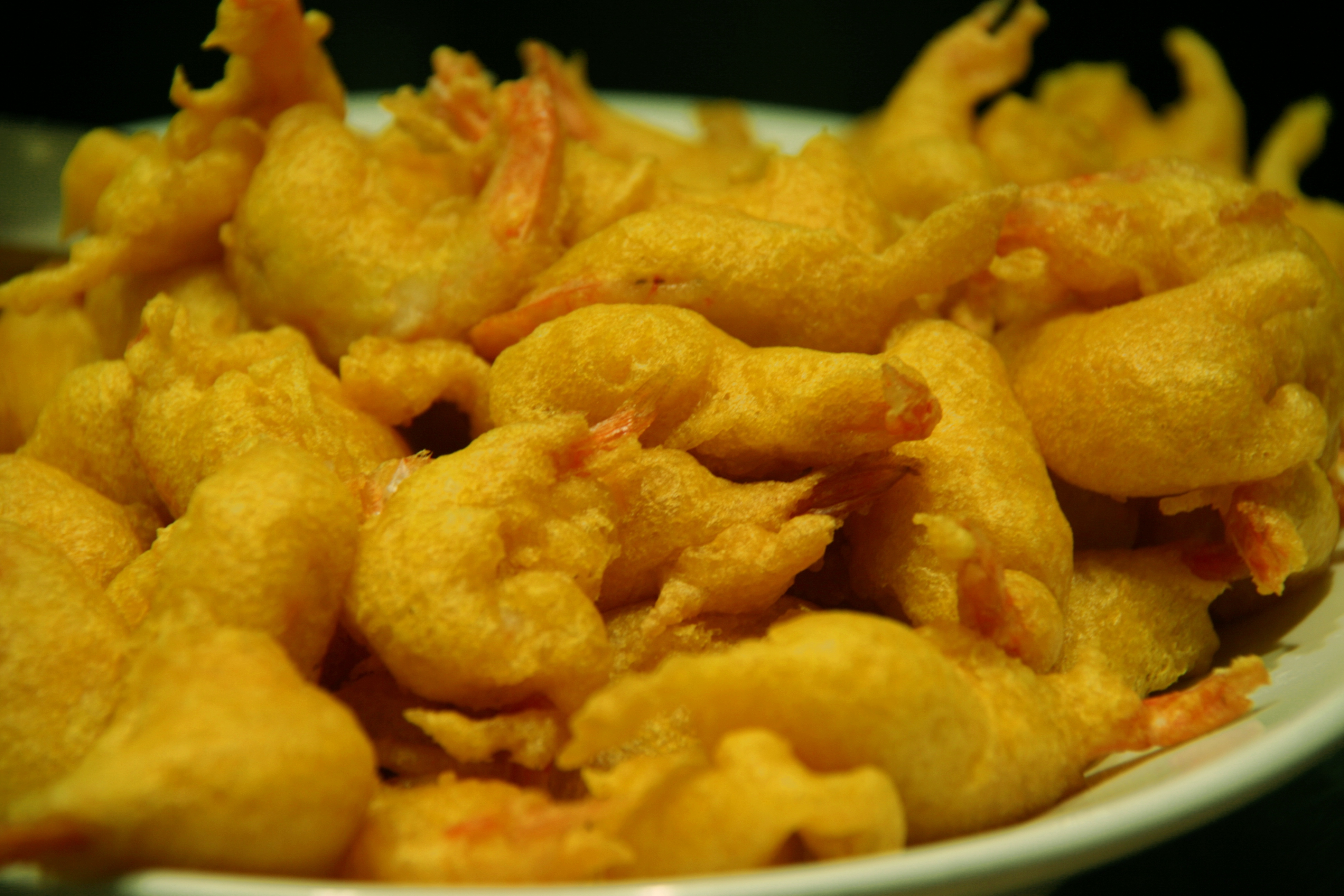
روبيان مقلي وعادة تستخدم الزيوت النباتيه في القلي

سمك مقلي يشير إلى الأسماك التي يتم تحضيرها بطريقة القلي ويتم إضافة البهارات والأعشاب عليها أثناء إعداد الوجبة. ويعتبر السمك المقلي غذاء مهم في العديد من المطابخ حول العالم.

## روابط خارجية
- طريقة السمك المقلى المقرمش مع صلصة الصيادية